# Georgia pomorska
Georgia pomorska (ur. 28 listopada 1531, zm. na przeł. 1573/1574) – pogrobowa córka Jerzego I, księcia pomorskiego, szczecińskiego i wołogoskiego oraz Małgorzaty brandenburskiej.

## Życiorys
Postuma, według tradycji, imię otrzymała po ojcu. Wychowała się na dworze ojczyma, Jana, księcia anhalckiego, gdzie powstawały plany jej zamążpójścia, zapewne za Jarosława z Pernštejnu i Eryka, księcia szwedzkiego, syna Gustawa I Wazy, króla szwedzkiego. Następne plany opiewały jej zaręczyny z Ottonem II, księciem brunszwickim na Harburgu. Wszystkie zabiegi i rozmowy w sprawie małżeństwa zakończyły się fiaskiem.
Dopiero 24 października 1563 w Wołogoszczy poślubiła Stanisława Latalskiego, starostę inowrocławskiego i człuchowskiego; hrabiego na Łabiszynie. Zmarła w czasie połogu pod koniec 1573 lub na początku 1574.

## Życie prywatne
Ze Stanisławem Latalskim miała córkę Marię Annę (ur. 1566, zm. 21 października 1598), wydaną 29 stycznia 1584 za Andrzeja Czarnkowskiego, wojewodę kaliskiego i kasztelana kamieńskiego, nakielskiego, rogozińskiego i kaliskiego.

### Genealogia
| Bogusław X ur. 28 lub 29 V 1454 zm. 5 X 1523 | Bogusław X ur. 28 lub 29 V 1454 zm. 5 X 1523 |                                                           |                                                           | Anna Jagiellonka ur. 12 III 1476 zm. 12 VIII 1503 | Anna Jagiellonka ur. 12 III 1476 zm. 12 VIII 1503 |  |  | Joachim I ur. 21 II 1484 zm. 11 VII 1535 | Joachim I ur. 21 II 1484 zm. 11 VII 1535 |                                                           |                                                           | Elżbieta Oldenburg ur. 1485 zm. 10 VI 1555 | Elżbieta Oldenburg ur. 1485 zm. 10 VI 1555 |
|                                              |                                              |                                                           |                                                           |                                                   |                                                   |  |  |                                          |                                          |                                                           |                                                           |                                            |                                            |
|                                              |                                              |                                                           |                                                           |                                                   |                                                   |  |  |                                          |                                          |                                                           |                                                           |                                            |                                            |
|                                              |                                              | Jerzy I pomorski ur. 11 IV 1493 zm. na przeł. 9/10 V 1531 | Jerzy I pomorski ur. 11 IV 1493 zm. na przeł. 9/10 V 1531 |                                                   |                                                   |  |  |                                          |                                          | Małgorzata brandenburska ur. 29 IX 1511 zm. po 3 XII 1577 | Małgorzata brandenburska ur. 29 IX 1511 zm. po 3 XII 1577 |                                            |                                            |
|                                              |                                              |                                                           |                                                           |                                                   |                                                   |  |  |                                          |                                          |                                                           |                                                           |                                            |                                            |
|                                              |                                              |                                                           |                                                           |                                                   |                                                   |  |  |                                          |                                          |                                                           |                                                           |                                            |                                            |
|                                              |                                              |                                                           |                                                           |                                                   |                                                   |  |  |                                          |                                          |                                                           |                                                           |                                            |                                            |

|  |  | Stanisław Latalski ur. 1535 zm. 11 XII 1598 OO 24 X 1563 | Stanisław Latalski ur. 1535 zm. 11 XII 1598 OO 24 X 1563 | Georgia pomorska (ur. 28 XI 1531, zm. na przeł. 1573/1574) | Georgia pomorska (ur. 28 XI 1531, zm. na przeł. 1573/1574) |  |  |  |  |
|  |  |                                                          |                                                          |                                                            |                                                            |  |  |  |  |
|  |  |                                                          |                                                          |                                                            |                                                            |  |  |  |  |
|  |  |                                                          |                                                          |                                                            |                                                            |  |  |  |  |
|  |  |                                                          |                                                          | Maria Anna ur. 1566 zm. 21 X 1598                          |                                                            |  |  |  |  |